# Magdalenki (województwo wielkopolskie)
Magdalenki – wieś w Polsce położona w województwie wielkopolskim, w powiecie gostyńskim, w gminie Pępowo. Oddalona o 1 km na południe od Pępowa.
W latach 1975–1998 miejscowość położona była w województwie leszczyńskim.

## Historia
Wieś powstała w wyniku uwłaszczenia chłopów w pierwszej połowie XIX wieku. Reformę uwłaszczeniową przeprowadził właściciel Krzekotowic, Kalikst Bojanowski, który przeniósł ziemię chłopską z Krzekotowic bliżej Czeluścina. Powstała w ten sposób osada nazwana została na cześć matki twórcy reformy Magdaleny Bojanowskiej. W 1892 roku we wsi powstała szkoła, w której dziś mieści się sala wiejska.

## Urodzeni w Magdalenkach
- Czesław Grzonka – polski ksiądz, pierwszy proboszcz Parafii Chrystusa Odkupiciela w Poznaniu w latach 1936-1941, ofiara KL Dachau[4].